# Luka Svetec
Luka Svetec, slovenski pravnik, politik, pisatelj in jezikoslovec, * 8. oktober 1826, Podgorje, † 28. januar 1921, Litija.

## Življenjepis
Rodil se je v kmečki družini očetu Andreju in materi Jerici (rojena Zeichen). Luka Svetec je končal licejski študij v Ljubljani ter nato med letoma 1848 in 1849 študiral pravo v Ljubljani, študij pa je dokončal 1853 na dunajski univerzi ter takoj po končanem študiju odšel službovat na Hrvaško. Od 1861 je bil adjunkt v Mokronogu in Kočevju, leta 1864 pa je postal sodnik na Brdu pri Lukovici, 1866 pa policijski komisar na ljubljanskem magistratu. Med letoma 1871 in 1872 je opravljal službo notarja v Idriji, ter od 1873 dalje v Litiji.
Svetec je v politiki deloval od 1862 dalje in bil naslednje leto izvoljen v kranjski deželni zbor. Kot poslanec je zagovarjal pravice Slovencev, potrebo po slovenski univerzi in načela naravnega prava proti načelom zgodovinskega. Kranjski deželni zbor ga je 1867 izvolil v dunajski državni zbor; v katerem je iz bojazni pred zaostritvijo nemškoliberalne vladne usmeritve glasoval za dualizem. Leta 1873 se je začasno umaknil iz politike in se 1877 vanjo ponovno vrnil, ko je bil izvoljen v kranjski deželni zbor. Ob smrti J. Bleiweisa je bil razglašen za njegovega naslednika, kar pa ni obveljalo. Kot zagovornik pretežno »staroslovenskih idealov« se je ločil od A. Mahniča se pridružil liberalcem in bil do 1895 voljen v kranjski deželni zbor.

## Literarno delo
Svetec je izhajal iz dediščine poznega razsvetljenstva. Njegovo zgodnje pesništvo je zaznamovano z domoljubjem, pripovedništvo pa z romantiko. Napisal je povest Vladimir i Kosara (1851), ki govori o ljubezni hrvaškega kraljeviča in hčere carja Samuela in narodni ep o Petru Klepcu (1853), ki pa je le obsežnejša pripovedna pesem.
Svetec se je kritično odzval in skrajno nepošteno napisal kritiko na izid pesniške zbirke S. Jenka (1865), ko se je uklonil Bleiweisu in podtikal Jenku misli, ki jih pesnik ni izrekel.
Pomebnejše pa je Svetčevo delo na področju praktičnega jezikoslovja. Zavzemal se je za razumno naslonitev slovenskega knjižnega jezika na staro cerkveno slovenščino in uveljavljal t. i. nove oblike. V teoriji in praksi je oblikoval slovenski parlamentarni jezik.